# Caro Babbo Natale
Caro Babbo Natale (All I Want for Christmas) è un film del 1991 diretto da Robert Lieberman.

## Trama
Si preannuncia un Natale triste per la famiglia O'Fallon: i genitori Catherine e Michael hanno chiesto il divorzio, e i figli Hallie e Ethan si sono trasferiti con la loro mamma dalla nonna Lillian, famosa attrice in pensione che adora l'ex genero e non sopporta il nuovo compagno della figlia, Tony. Hallie sembra decisa a risolvere la questione rivolgendosi al Babbo Natale conosciuto ai grandi magazzini, convinta che lui possa far tornare insieme i suoi genitori. Ethan, per non deludere la sorellina, decide di intervenire affinché i genitori possano, almeno una volta, restare soli, e Michael possa confessare quello che ancora prova per Catherine. Con l'aiuto degli amici Stephanie e Marshall, Ethan e Hallie cominciano a rendere la vita impossibile al loro "patrigno", dando vita ad una serie di gag, a partire da un'invasione di topini in casa fino a rinchiudere Tony in un camion frigorifero diretto nel New Jersey. Il loro piano ben congegnato rischierà di fallire, ma l'inaspettato aiuto di Babbo Natale riuscirà a far avverare i loro sogni.